# (200207) 1999 TP87
(200207) 1999 TP87 es un asteroide perteneciente al cinturón de asteroides, descubierto el 15 de octubre de 1999 por el equipo del Spacewatch desde el Observatorio Nacional de Kitt Peak, Arizona, Estados Unidos.

## Designación y nombre
Designado provisionalmente como 1999 TP87.

## Características orbitales
1999 TP87 está situado a una distancia media del Sol de 2,592 ua, pudiendo alejarse hasta 2,805 ua y acercarse hasta 2,379 ua. Su excentricidad es 0,082 y la inclinación orbital 2,951 grados. Emplea 1524,55 días en completar una órbita alrededor del Sol.

## Características físicas
La magnitud absoluta de 1999 TP87 es 16,9.